# Respenda de Aguilar
Respenda de Aguilar, es una pedanía perteneciente al ayuntamiento de Pomar de Valdivia, en la provincia de Palencia, comunidad autónoma de Castilla y León, España.

## Localización
A 14 km de Aguilar de Campoo, se encuentra en el límite con la provincia de Burgos, y en días claros se puede ver una bonita panorámica del Valle de Valdelucio.

## Demografía
Evolución de la población en el siglo XXI
| Gráfica de evolución demográfica de Respenda de Aguilar entre 2000 y 2020 |
|                                                                           |
| Población de derecho (2000-2020) según el padrón municipal del INE        |

## Historia
Desde la Edad Media al siglo XVIII, esta localidad estuvo integrada dentro de la Merindad Menor de Aguilar de Campoo. De Respenda dice el Becerro de las Behetrías que era aldea de Aguilar y sus habitantes vasallos de don Tello. 
A la caída del Antiguo Régimen la localidad se constituye en municipio constitucional que en el censo de 1842 contaba con 6 hogares y 31 vecinos, para posteriormente integrarse en Villarén de Valdivia.

## Patrimonio
- Iglesia de San Juan Bautista: templo románico fechado en el siglo XIII. Emplazada en el extremo suroccidental del caserío, en acusada ladera y alzando su parte sur sobre afloramientos rocosos. En el exterior destaca su espadaña de mampostería sobre el hastial de la nave, probablemente en sustitución de la románica original. La iglesia está incluida en el Plan de Intervención del Románico Norte, en cuyo marco se llevó a cabo en el año 2010 una completa restauración, que vino a solventar el alarmante estado de conservación que presentaba.